# 2015年夏季世界大學運動會網球比賽
2015年夏季世界大學運動會網球比賽於2015年7月4日至7月12日在鹽州室內網球場及真月國際網球場兩地舉行。此次比賽共設七個小項，分別是男子單打、男子雙打、男子團體、女子單打、女子雙打、女子團體和混合雙打。

## 獎牌榜
| 排名 | 国家／地区 | 金牌 | 银牌 | 铜牌 | 總數 |
| ---- | ---------- | ---- | ---- | ---- | ---- |
| 1    | 韩国       | 3    | 1    | 1    | 5    |
| 2    | 中華台北   | 2    | 2    | 3    | 7    |
| 3    | 英国       | 1    | 1    | 0    | 2    |
| 4    | 白俄罗斯   | 1    | 0    | 0    | 1    |
| 5    | 泰国       | 0    | 2    | 2    | 4    |
| 6    | 俄罗斯     | 0    | 1    | 2    | 3    |
| 7    | 日本       | 0    | 0    | 2    | 2    |
| 8    | 法国       | 0    | 0    | 1    | 1    |
| 8    | 印度尼西亚 | 0    | 0    | 1    | 1    |
| 總計 | 總計       | 7    | 7    | 12   | 26   |

## 獲勝者
| 項目              | 金牌                                             | 银牌                                                             | 铜牌                                             |
| 男子單打 （詳細） | 鄭泫（韩国）                                     | 阿斯兰·卡拉采夫（俄罗斯）                                        | Lucas Poullain（法国）                           |
| 男子單打 （詳細） | 鄭泫（韩国）                                     | 阿斯兰·卡拉采夫（俄罗斯）                                        | 楊宗樺（中华台北）                               |
| 女子單打 （詳細） | 張凱貞（中华台北）                               | KUMKHUM Luksika（泰国）                                          | Beatrice Gumulya（印度尼西亚）                   |
| 女子單打 （詳細） | 張凱貞（中华台北）                               | KUMKHUM Luksika（泰国）                                          | Varatchaya Wongteanchai（泰国）                  |
| 男子雙打 （詳細） | 英国 · Joseph Salisbury · Darren Matthew Walsh   | 韩国 · 鄭泫 · 南智星                                             | 日本 · 今井慎太郎 · 上杉海斗                     |
| 男子雙打 （詳細） | 英国 · Joseph Salisbury · Darren Matthew Walsh   | 韩国 · 鄭泫 · 南智星                                             | 中华台北 · 李欣翰 · 彭賢尹                       |
| 女子雙打 （詳細） | 韩国 · 韩娜莱 · Lee So-ra                        | 中华台北 · 許絜瑜 · 李亞軒                                       | 日本 · 林惠里奈 · 吉富愛子                       |
| 女子雙打 （詳細） | 韩国 · 韩娜莱 · Lee So-ra                        | 中华台北 · 許絜瑜 · 李亞軒                                       | 泰国 · 諾芭晚·樂吉佤淦 · Varatchaya Wongteanchai |
| 混合雙打 （詳細） | 白俄罗斯 · 利季娅·马罗扎娃 · 安德烈·瓦西列夫斯基 | 英国 · Alexandra Walker · Darren Walsh                           | 俄罗斯 · 阿斯兰·卡拉采夫 · 维罗妮卡·库德梅托娃   |
| 混合雙打 （詳細） | 白俄罗斯 · 利季娅·马罗扎娃 · 安德烈·瓦西列夫斯基 | 英国 · Alexandra Walker · Darren Walsh                           | 中华台北 · 張凱貞 · 彭賢尹                       |
| 男子團體 （詳細） | 韩国 · 鄭泫 · Chung Hong · Lee Jea-moon · 南智星 | 中华台北 · 李欣翰 · 彭賢尹 · 黃亮祺 · 楊宗樺                     | 俄罗斯 · 阿斯兰·卡拉采夫 · Evgeny Tyurnev        |
| 女子團體 （詳細） | 中华台北 · 張凱貞 · 許絜瑜 · 李亞軒 · 謝淑映     | 泰国 · Varatchaya Wongteanchai · 諾芭晚·樂吉佤淦 · 盧克西卡·康坎 | 韩国 · 張修貞 · 韩娜莱 · Lee So-ra               |

## 參照
- 夏季世界大學運動會網球比賽

## 外部連結
- 2015年夏季世界大學運動會 – 網球